# 光螯短浆蟹
光螯短浆蟹（学名：Thalamita edwardsi）为梭子蟹科短浆蟹属的动物。分布于夏威夷、土阿莫土群岛、塔希提岛、埃利斯群岛、马尔代夫群岛、拉克代夫群岛以及中国大陆的西沙群岛等地，常栖息于海水。